# Hammenhög
Hammenhög is een plaats in de gemeente Simrishamn in Skåne, de zuidelijkste provincie van Zweden. Het heeft een inwoneraantal van 908 (2005) en een oppervlakte van 104 hectare.
Het dorp is genoemd naar een graf uit de bronstijd. Hammen refereert aan een persoon genaamd Haming of Hamund, en het tweede deel hög betekent mond.

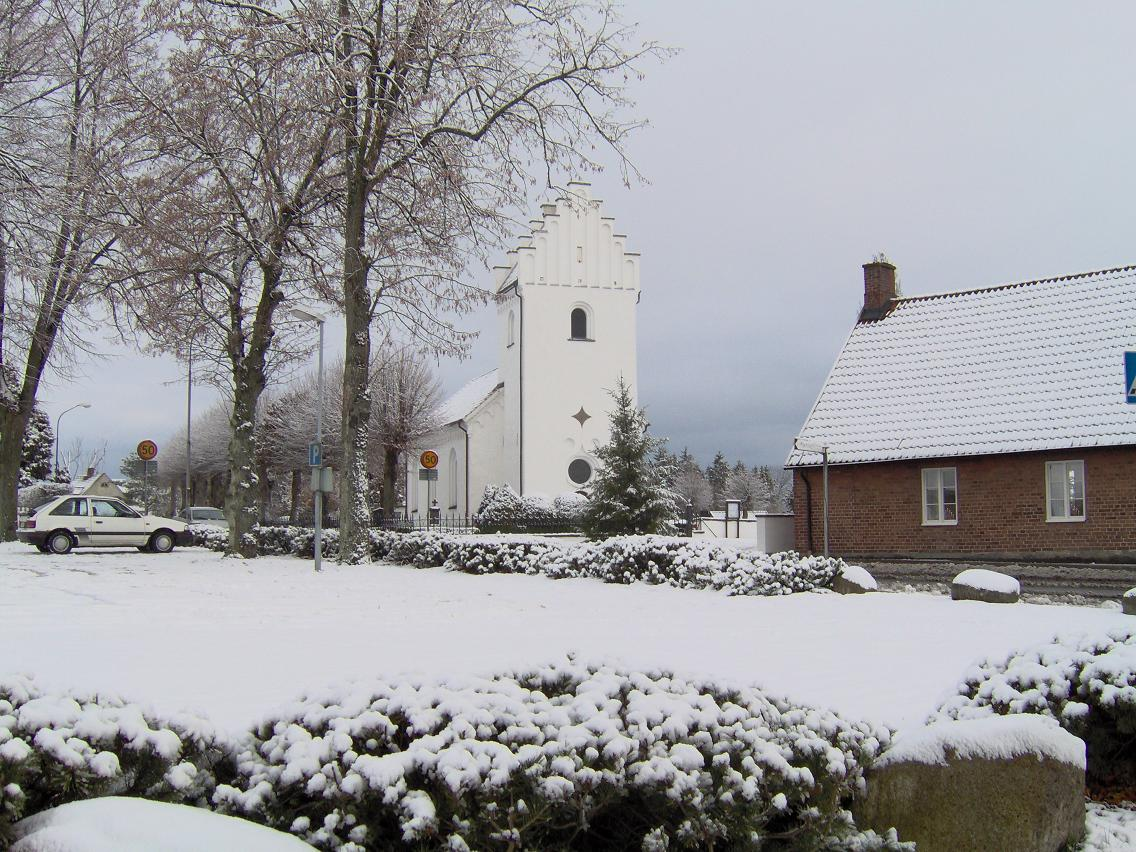
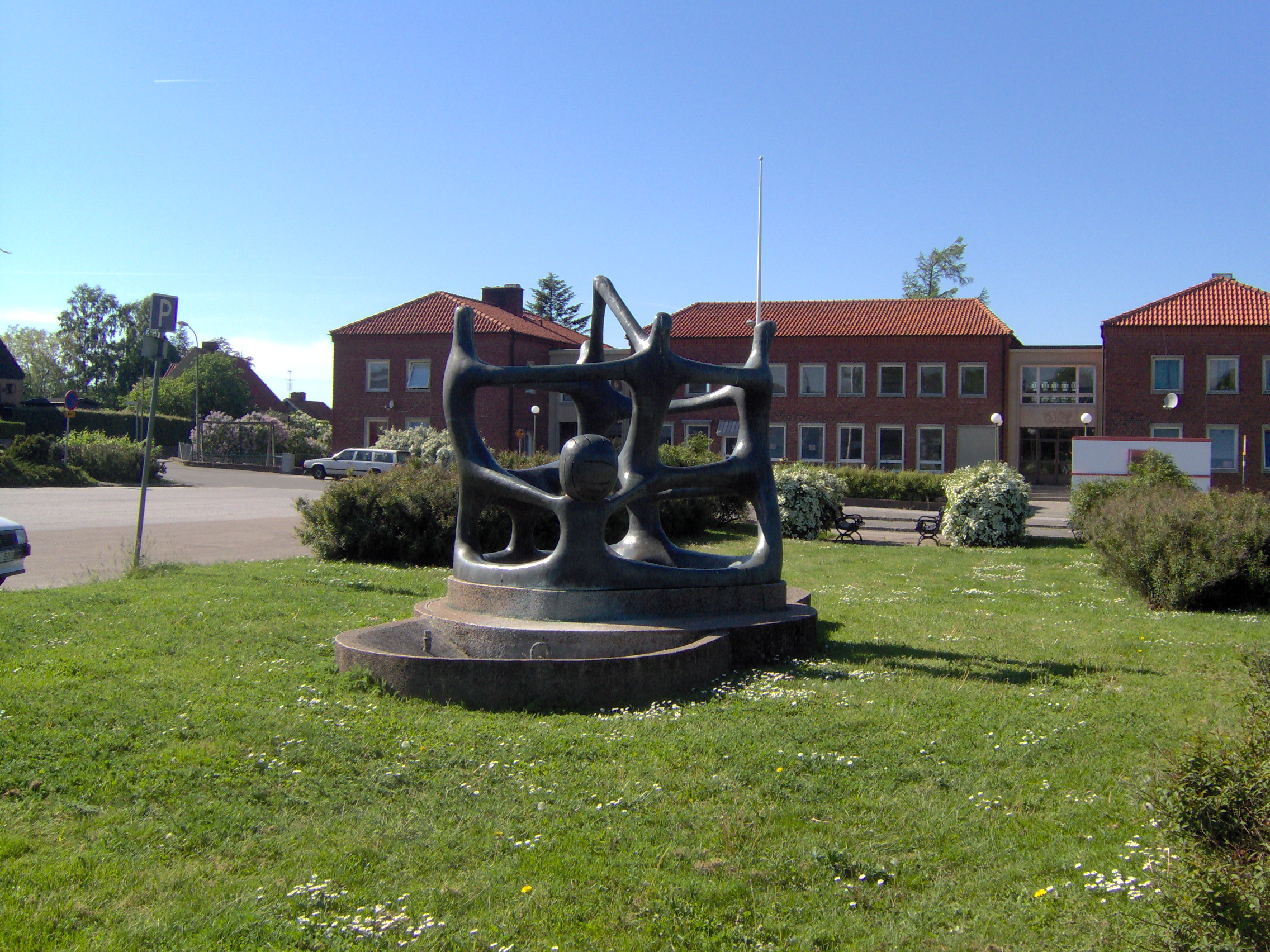
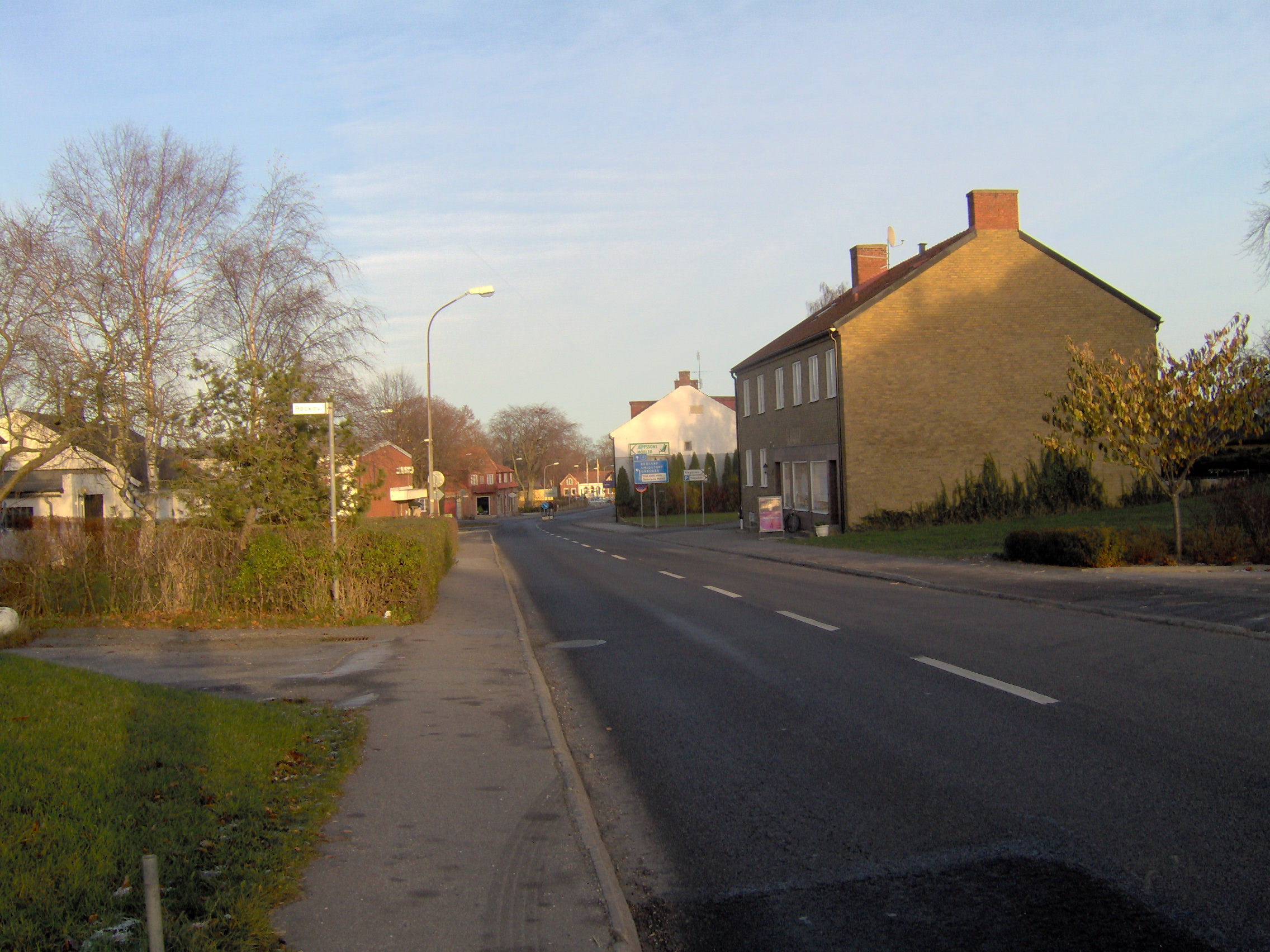

## Verkeer en vervoer
Langs de plaats loopt de Riksväg 9.